# Giovanni Faloci
Giovanni Faloci (né le 13 octobre 1985 à Umbertide) est un athlète italien, spécialiste du lancer de disque.

## Biographie
Il fait partie du club militaire des Fiamme Gialle.
Giovanni Faloci remporte la médaille d'argent derrière Ronald Julião lors de l'Universiade à Kazan.
Le 6 juin 2013 à Tarquinia, il porte son record à 64,77 m. Le 28 juillet 2013, il remporte le titre italien en 62,56 m à l'Arena Civica de Milan.
Toujours à Tarquinia, il réalise 64,19 m le 13 juin 2018.
Le 6 juillet 2019, il obtient son nouveau record personnel en 65,30 m à Latina.

## Palmarès
| Date | Compétition                | Lieu  | Résultat | Marque  |
| ---- | -------------------------- | ----- | -------- | ------- |
| 2021 | Coupe d'Europe des lancers | Split | 13e      | 59,57 m |

## Records
| Épreuve          | Performance | Lieu   | Date           |
| ---------------- | ----------- | ------ | -------------- |
| Lancer du disque | 65,30 m     | Latina | 6 juillet 2019 |